# Carl Alrik Hult
Carl Adalrik (Alrik) Hult, född 14 december 1867 i Helgona församling, Nyköping, död 1 december 1964 i Oscars församling, Stockholm, var en svensk uppfinnare.

## Biografi
Efter verkstadspraktik i Sverige och USA var Hult verkstadschef vid Mejerimaskin AB Excelsior 1891-94, anställd vid AB Centrator 1896-1903, disponent vid AB Pumpseparator i Stockholm 1903 samt konsulterande ingenjör där 1907-20. Hult var 1907-12 chef för Archimedes AB. Han var från 1920 ordförande i Svenska uppfinnarföreningen, där han nedlade ett betydande arbete, särskilt beträffande patentlagstiftningen. Tillsammans med brodern Oscar Hult (född 1863) gjorde Carl Adalrik Hult flera uppfinningar, bland annat Bröderna Hults rotationssågningsmaskin, Centratorväxel, Archimedesmotorn med mera.